# The Players Championship
The Players Championship er en årlig golfturnering på PGA Touren, som er kendt for at være spillernes major. Turneringen bliver spillet på TPC Sawgrass hvert år. Turneringen begyndte i 1974.